# Мегрели

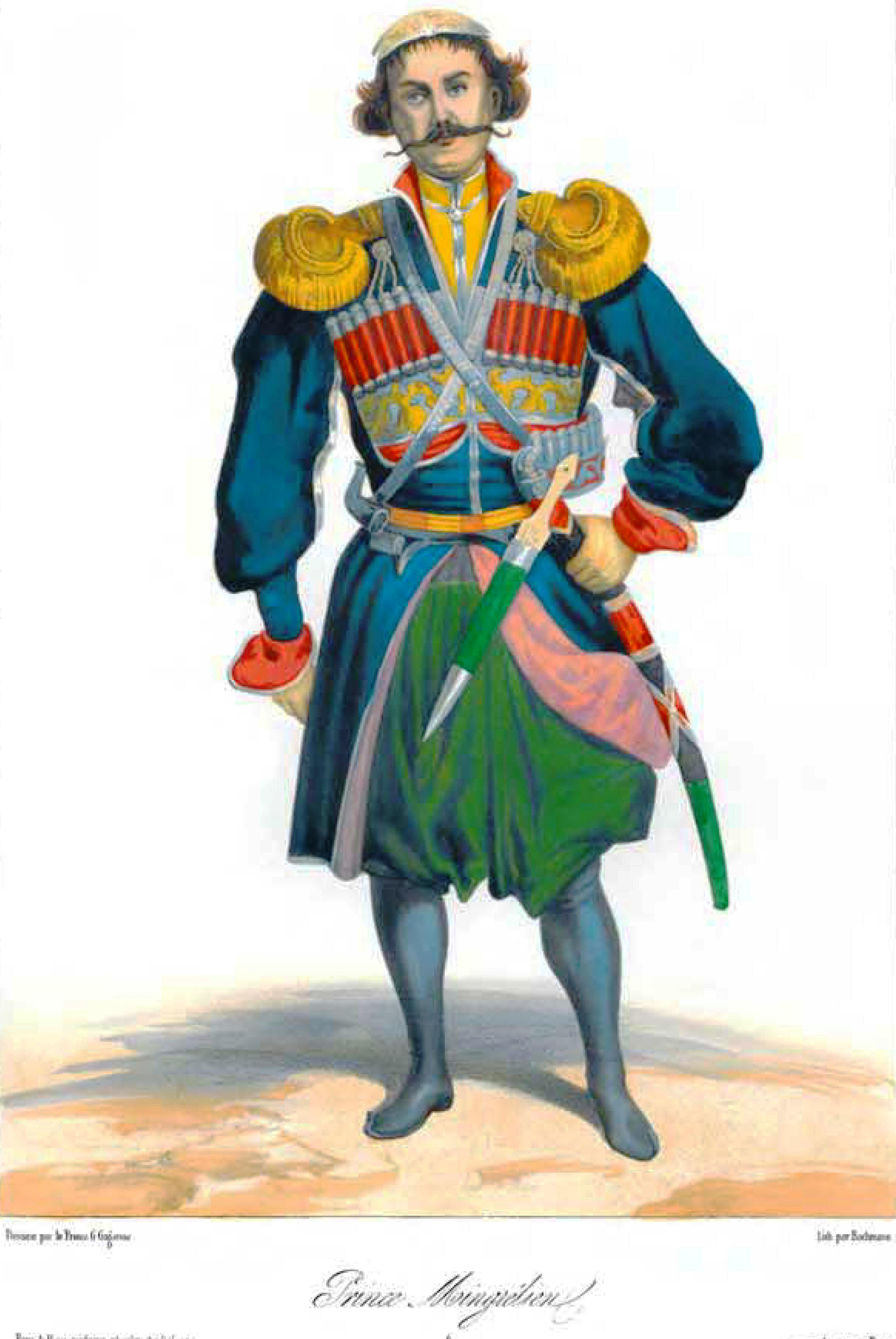

Мегрели (мегр. მარგალეფмарґал'еп; груз. მეგრელები меґрелебі) — один з картвельських народів, що населяють Мінгрелію — історичний край Грузії, що на північному заході країни. Багато мегрелів також мешкає у Тбілісі, оскільки етнічна чистка грузинів під час війни в Абхазії 1992—93 років змусила їх туди переселитись.
Рідною мовою мегрелів є мегрельська мова, однак у повсякденному спілкуванні переважає грузинська мова, що належить до спільної з мегрельською картвельської родини мов. Грузинська та мегрельська мови відрізняються на тому ж рівні, як, приміром, німецька та англійська мови.

## Культура та традиції

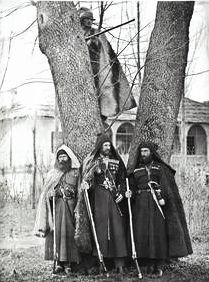
Традиційний одяг

Серед мегрелів широко поширена любов до співу, а багато наспівів дуже мелодійні (записані з додатком нот X. Гроздовим в «Збірнику матеріалів для опису місцевостей і племен Кавказу», 1894); пісні виконуються під акомпанемент грузинського народного інструменту чонгурі. Рідше грають на дудуку, гануні чи на зурні.
Найбільш відомі страви менгрельської кухні — купати, кучмачі, джурджані, хачапурі, г'уму (мамалига), еларджі, лечкере, гебжалія, пучхолія, лобіо, чвіштярі.

## Розселення
Мегрели є корінним населенням історичної області Мегрелія у Західній Грузії. У Мегрелії характерні поселення садибного типу (пацха), що розтягуються на кілька кілометрів. Проживають переважно у мхаре Самегрело-Верхній Сванетії на північному заході Грузії та в столиці Грузії Тбілісі. До 1990-их років жили також і на південному сході автономної республіки Абхазія (насамперед у Гальському та Ткварчельському районах). Крім того, проживають у складі грузинських спільнот у США та країнах Європи.

## Мова

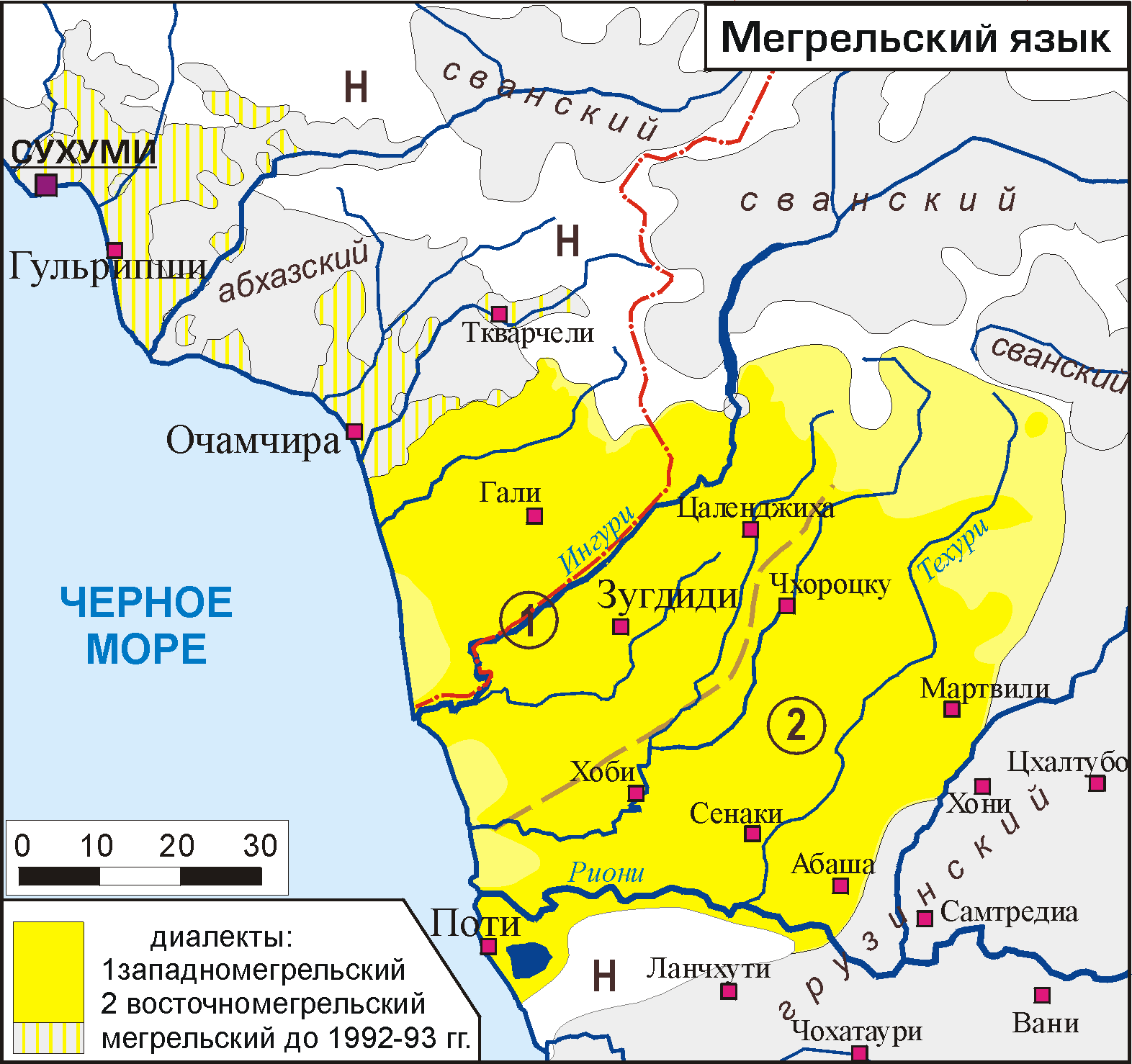
Мапа поширення менгрельської мови

Мегре́льська мова (мегр. მარგალურ ნინა марґалур ніна) — рідна мова мегрелів, входить до менгрело-занської (колхідської) групи картвельської мовної сім'ї. Поширена переважно у північно-західній частині Грузії, у мхаре Самегрело-Верхня Сванетія, а до війни 1992 року — й у південно-східній частині автономної республіки Абхазія. Приблизна кількість носіїв складає 800 тис. осіб.
З інших картвельських мов найближча до поширеної в Туреччині лазської мови, разом з якою вони утворюють занську групу. Час поділу цих мов можна визначити лексико-статистично: вони мають 47% збігів у 100-слівному базовому списку.
У мові виділяється 9 відмінків. У синтаксисі сильніші ознаки ергативного ладу, порівняно з грузинською. Фонемний інструмент мови характеризується порівняльним багатством консонантизму, при помірному розвитку вокалізму. Усього тут 29 приголосних фонем, 2 голосно-приголосних, 5 голосних та 1 напівголосна. Справжні довгі голосні та справжні дифтонги.

## Історія
Менгрели є нащадками колхів або західногрузинських племен, що у ранньому Середньовіччі разом зі східногрузинськими племенами створили загальногрузинську державу. Від 15-го століття і до входження у 1800-х роках до складу Російської імперії менгрельські державні утворення ніколи не існували окремо від решти Грузії. Під час коренізації в СРСР існували газети менгрельською мовою, але це була російська політика divide et impera. Проте 1938-го року всі прояви менгрельської писемності були ліквідовані і не відродилися у пострадянський період у зв'язку з єднанням грузинської нації та держави. Так що всі звернення щодо менгрелів та їхньої "культурної самобутності"  (в тому числі мовної), беруть витоки з епохи сталінізму. Російською ідеологемою є, що грузинізація корінних народів Грузії на їхніх споконвічних етнічних територіях аналогічна русифікації, в тому числі і серед менгрелів, з відкиданням права на задоволення їхніх культурних потреб менгрельською мовою, але це неправда — менгрели були і є грузинами. Через російську антигрузинську політику, в окупованій Абхазії нині видається газета «Гал», де частина публікацій менгреломовна, втім серед грузинів переважає думка, що це відбувається в рамках політики керівництва самопроголошеної Абхазії, спрямованої на позбавлення менгрельського населення Абхазії грузинської самосвідомості.
Перший Президент незалежної Грузії (1991) Звіад Гамсахурдіа був мегрелом, а Мегрелія стала базовим регіоном збройного опору звіадистів, котрі не визнавали усунення Гамсахурдіа від влади під час державного перевороту у січні 1992-го року. У жовтні-листопаді 1993-го року, за участю Збройних сил Російської Федерації збройний опір звіадистів було ліквідовано.